# Langara College
O Langara College é uma faculdade pública de graduação em Vancouver, Colúmbia Britânica, Canadá, que atende aproximadamente 22.000 estudantes anualmente através de seus programas universitários, de carreira e de estudos contínuos. O college leva o nome do bairro em que está situado, que recebeu o nome do almirante espanhol Juan de Lángara.